# Jerzy Falandysz
Jerzy Falandysz (ur. 29 grudnia 1947 w Gdańsku) – polski profesor nauk rolniczych, nauczyciel akademicki; wykładowca na kierunku ochrona środowiska (Uniwersytet Gdański). Specjalista z zakresu nauk rolniczych (nauki o żywności; technologia żywności i żywienia), nauk farmaceutycznych (bromatologia, toksykologia żywności) i nauk o środowisku (chemia środowiska, toksykologia, toksykologia środowiskowa, ekotoksykologia, gospodarka odpadami niebezpiecznymi, ocena oddziaływania na środowisko, ochrona środowiska przyrodniczego).

## Życiorys
Absolwent Technikum Przemysłu Spożywczego w Gdańsku (1966). Studiował w Akademii Medycznej w Gdańsku, gdzie w 1971 na Wydziale Farmaceutycznym uzyskał tytuł zawodowy magistra; na tymże wydziale w 1978 obronił pracę doktorską (w zakresie nauk o żywności), a w 1986 habilitował (w zakresie toksykologii żywności). Tytuł naukowy profesora (nauki rolnicze – technologia żywności i żywienie) uzyskał w 1998 w Akademii Rolniczo-Technicznej w Olsztynie.
W 1972 był zatrudniony w Zakładzie Bromatologii Wydziału Farmaceutycznego Akademii Medycznej w Gdańsku, jako asystent techniczny; w latach 1972–1979 w Oddziale Badania Żywności Portowej Stacji Sanitarno-Epidemiologicznej w Gdyni, jako asystent (w latach 1973–1975 okresowa służba wojskowa); w latach 1980–1991 w Oddziale Toksykologii Weterynaryjnej i Higieny Żywności (kierownik) Zakładu Higieny Weterynaryjnej w Gdańsku, jako, kolejno: asystent, adiunkt i docent; od 1 grudnia 1991 (jako profesor nadzwyczajny) w Zakładzie Chemii Środowiska i Ekotoksykologii (kierownik) Wydziału Chemii Uniwersytetu Gdańskiego (od 2000 jako profesor zwyczajny).
Do roku 2012 był opiekunem ponad 160 prac magisterskich i wypromował 27 doktorów. Jego zainteresowania badawcze dotyczą silnie toksycznych i trwałych substancji zanieczyszczających środowisko przyrodnicze i migrujących do łańcuchów troficznych oraz aspektów biogeochemicznych i toksykologicznych występowania w środowisku przyrodniczym i migracji do żywności pierwiastków metalicznych i metaloidów.
Jest autorem i współautorem wielu badań i opracowań często cytowanych w światowym piśmiennictwie naukowym (np. w roku 2012 blisko 1000 cytowań). Opublikował ponad 1000 artykułów naukowych, raportów i komunikatów konferencyjnych, w tym ponad 250 publikacji w czasopismach z listy filadelfijskiej.
Uzyskał międzynarodowe stypendia naukowe: „Long-term Visiting Professor Fellowship Award” (Tokio, 1990) i „Short-term Senior Visiting Professor Fellowship Award” (Tokio, 2000) z The Japanese Society for Promotion of Science w Japonii; „Valfrid Paulssons gåstprofessur” (Sztokholm, 1995) ze Statens Naturvårdsverk w Szwecji oraz „Visiting Professorship for Senior International Scientists Award” (Beijing, 2010) z China Academy of Sciences w Chinach oraz wyróżnienia krajowe – m.in. indywidualne: Wydziału Nauk Rolniczych i Leśnych Polskiej Akademii Nauk (1986), Ministra Edukacji Narodowej (1995), Polskiego Towarzystwa Nauk Weterynaryjnych (1985, 1990).
Za granicą był wykładowcą m.in. w Summer School for a Multidisciplinary Assessment of Environmental Risk for Human Health w Universitá di Siena w Sienie we Włoszech (1988 r.), Summer School of Environmental Chemistry w Folkuniversitet Umeå w Umeå w Szwecji (1996) i Summer School of Environmental Chemistry and Ecotoxicology w Masarykova Univerzita w Brnie w Czechach (2001).
Odbył staże naukowe w Ehime University w Matsuyama (1990-91, 1997, 2000) oraz National Institute of Advanced Industrial Science and Technology w Tsukuba (2002-2005, 2007-2010) w Japonii; w Umeå Universitet w Umeå w Szwecji (1992, 1993 i 1995-96); w Michigan State University w East Lansing w USA (1997), w Université de Pau et des Pays de l’Adour w Pau we Francji (1998) i w Institute of Mountain Hazards and Environment Chińskiej Akademii Nauk w Chengdu w Chinach (2010 i 2012).
Jest członkiem Komitetów Redakcyjnych czasopism naukowych: Journal of Environmental Science and Health, Part A – Toxic and Hazardous Substances and Environmental Engineering (od 1999), Roczniki Państwowego Zakładu Higieny (od 2000), African Journal of Agricultural Research (od 2006), Scientific and Technical Bulletin of “Aurel Vlaicu” University, Series: Chemistry, Food Science & Engineering (od 2006) i The Open Environmental & Biological Monitoring Journal (od 2008). Jest też lub był członkiem stowarzyszeń: Akademickiego Związku Sportowego – członek i wiceprezes Zarządu Sekcji Uczelnianej AZS Akademii Medycznej w Gdańsku (1966-1991); Akademickiego Klub Jeździeckiego (AKJ) w Gdańsku (od 1968 – różne funkcje), Studenckiego Koła Naukowego – członek i przewodniczący Koła przy Katedrze i Zakładzie Bromatologii AMG (1970-1971); Klubu Dobrego Państwa w Sopocie (od 2010) i Ruchu Społecznego imienia Prezydenta Rzeczypospolitej Polskiej Lecha Kaczyńskiego (od 2010) oraz towarzystw naukowych: Polskiego Towarzystwa Farmaceutycznego (1992-1993); Polskiego Towarzystwa Nauk Weterynaryjnych (1980-1991) – wiceprzewodniczący Sekcji Toksykologii Weterynaryjnej i Ochrony Środowiska; Sekcji Toksykologii i Ochrony Środowiska Komitetu Nauk Weterynaryjnych PAN (1984-1990); Polskiego Towarzystwa Toksykologicznego (1980-1995) – członek Zarządu Oddziału Gdańskiego (1987-1995); Sekcji Chemii Morza Komitetu Badań Morza PAN (od 1985); The Japanese Society of Scientific Fisheries (1991); Society of Environmental Toxicology and Chemistry (1995-2000); Svenska Havsforskiningsöreningen (1996-1997); Gdańskiego Towarzystwa Naukowego (2001-2002); The International Society of Trace Element Biogeochemistry (ISTEB) (od 2009) i Polskiego Towarzystwa Mykologicznego – członek założyciel (od 2012).
W wyborach do Parlamentu Europejskiego w 2009 bez powodzenia kandydował z listy Prawa i Sprawiedliwości w okręgu gdańskim.
Jest członkiem zespołu ekspertów ds. dioksyn Światowej Organizacji Zdrowia/Programu Środowiskowego Organizacji Narodów Zjednoczonych (WHO/UNEP; 2011).

## Wybrane publikacje
- Polichlorowane bifenyle (PCBs) w środowisku: chemia, analiza, toksyczność, stężenia i ocena ryzyka, Fundacja Rozwoju Uniwersytetu Gdańskiego, Gdańsk 1999
- Polychlorinated naphthalenes in sediment and biota from the Gdańsk Basin, Baltic Sea, Environmental Science and Technology, 1996,
- Spatial distribution in plankton and bioaccumulation features of polychlorinated naphthalenes in a pelagic food chain in southern part of the Baltic proper, Environmental Science and Technology, 1996
- Polychlorinated naphthalenes: an environmental update, Environmental Pollution, 1998
- Butyltin residues in sediment, fish, fish-eating birds, harbour porpoise and human tissues from the Polish coast of the Baltic Sea, Marine Pollution Bulletin, 1997
- Relative potencies of individual polychlorinated naphthalenes to induce dioxin-like responses in fish and mammalian in vitro bioassays, Archives of Environmental Contamination and Toxicology, 2000
- Relative potencies of Halowax mixtures and individual polychlorinated naphthalenes (PCNs) to induce Ah receptor-mediated responses in the rat hepatoma H4IIE-Luc cell bioassay, Environmental Science and Technology, 2000
- Composition of chloronaphthalene congeners in technical chloronaphthalene formulations of the Halowax series, Journal of Environmental Sciences and Health, Part A, 2000
- ICP/MS and ICP/AES elemental analysis (38 elements) of edible wild mushrooms growing in Poland, Food Additives & Contaminants, 2001
- Metallic elements and metal poisoning among white-tailed sea eagles from the Baltic south coast, Marine Pollution Bulletin, 2001
- Perfluorooctanesulfonate and related fluorinated hydrocarbons in marine mammals, fishes, and birds from coasts of the Baltic and the Mediterranean seas, Environmental Science and Technology, 2002
- Chloronaphthalenes as food-chain contaminants: a review, Food Additives & Contaminants, 2003
- Perfluorooctanesulfonate and related fluorochemicals in human blood from several countries, Environmental Science and Technology, 2004
- Congener-specific carbon isotopic analysis of technical PCB and PCN mixtures using two dimensional gas chromatography-isotope ratio mass spectrometry, Environmental Science & Technology, 2005
- Is fish a major source of fluorinated surfactants and repelents in humans living on the Baltic coast?, Environmental Science & Technology, 2006
- Selenium in edible mushrooms[6], 2008.
- Mercury in certain mushrooms species in Poland. Chapter – 13, Scientific Publishers, Jodhpur (India) 2010. ISBN 978-81-7233-636-3.
- Multivariate analysis of mineral constituents of edible Parasol Mushroom (Macrolepiota procera) and soils beneath fruiting bodies collected from Northern Poland[7]. 2012.
- Mixed poly-brominated/chlorinated biphenyls (PXBs): Widespread food and environmental contaminants[8]. 2012.
- Review: On published data and methods for selenium in mushrooms[9]. 2013.
- Macro and trace mineral constituents and radionuclides in mushrooms – health benefits and risks[10]. 2013
- Polybrominated dibenzo-p-dioxins (PBDDs), dibenzofurans (PBDFs) and biphenyls (PBBs) inclusion in the toxicity equivalency factor concept for dioxin-like compounds. Toxicological Sciences, 2013.